# تیمار سالمند

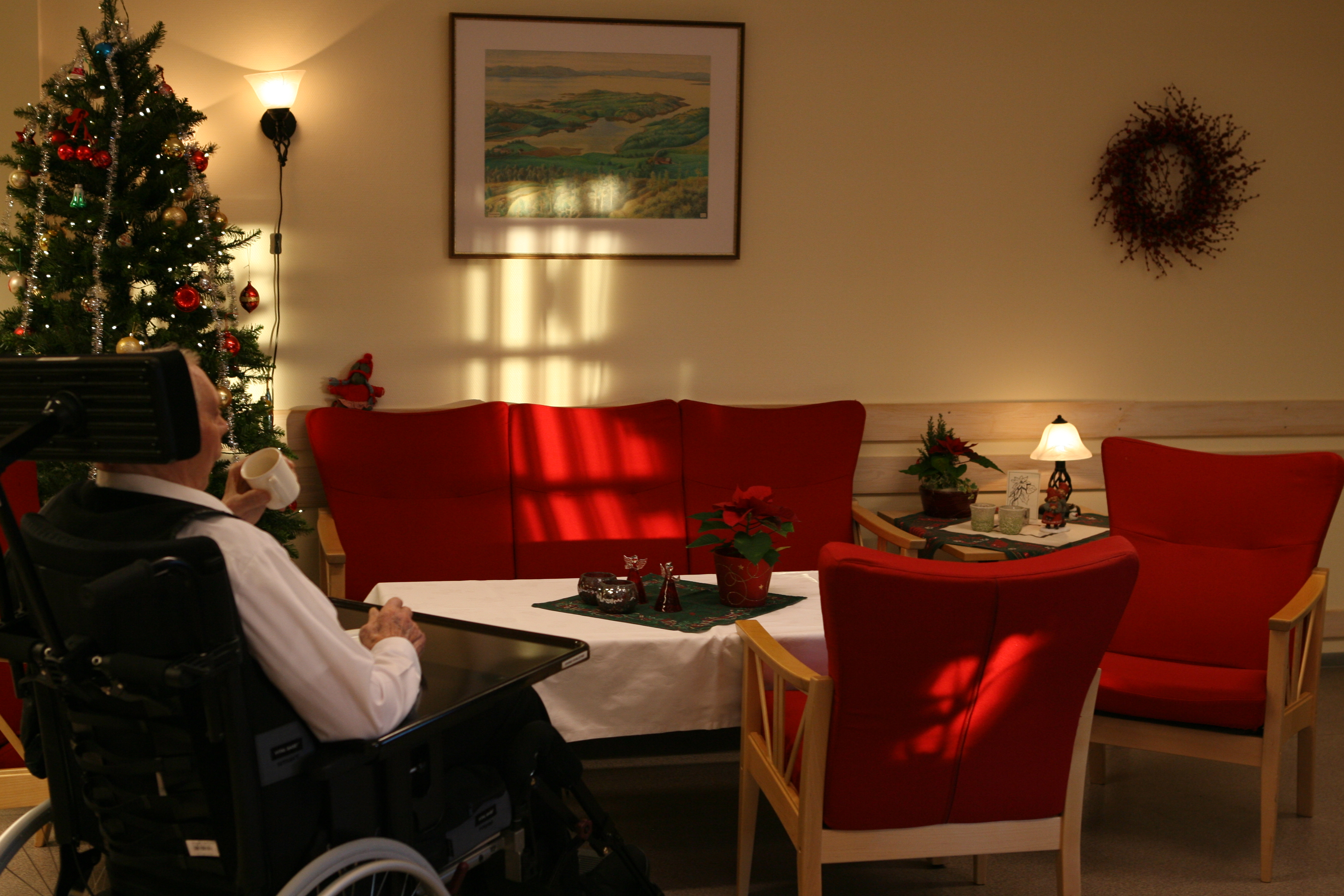
یک پیرمرد در یک خانه سالمندان در نروژ

تیمار سالمند برآوردن نیازمندی‌ها و نیازهای ویژه‌ای است که یکتای شهروندان سال‌خورده است. این دوره گسترده شامل خدماتی مانند زندگی یارسته، تیماردن روزانه بزرگ‌سالان، تیمار بلندترم، آسایشگاه‌ها، خانه‌های سالمندان، تیمار هاسپیس، و تیمار خانگی است.